# Kolonsa
Kolonsa (auch: Kollonsa) ist ein Weiler im Arrondissement Niamey V der Stadt Niamey in Niger.

## Geographie
Der Weiler befindet sich im Nordwesten des ländlichen Gebiets von Niamey V. Zu den umliegenden Siedlungen zählen der Weiler Birniol im Norden, das Dorf Kossey im Nordosten, das Dorf Ganguel im Osten, der Weiler Chantier Kourtéré im Südosten, der Weiler Djadjiré im Süden sowie die Weiler Kariel I und Kariel II im Südwesten.
Bei Kolonsa verläuft das 17 Kilometer lange Trockental Kourtéré Gorou, das hinter dem Dorf Kourtéré Samboro in den Fluss Niger mündet.

## Bevölkerung
Bei der Volkszählung 2012 hatte der Weiler 399 Einwohner, die in 56 Haushalten lebten.

## Wirtschaft und Infrastruktur
In Kolonsa wird Ackerbau betrieben. Im Weiler gibt es eine Grundschule.